# جامع محمد بن يوسف الحسن
جامع محمد بن يوسف الحسن، هو جامع يقع في البحرين بمنطقة البسيتين، وبني عام 2018، ويتسع إلى أكثر من 2000 مُصَّلِ. يضم الجامع مزيجًا من الفن الإسلامي القديم والتقليدي والحديث. للجامع 12 قبة ومئذنتين وأكبر محراب في البحرين.[بحاجة لمصدر] الجامع بناه محمد بن يوسف الحسن.

## البنيان
صُمِمَ الجامع من قبل مهندسين معماريين أتراك واكتمل في عام 2018. المئذنتان مخروطتان الشكل على الطراز العثماني ويبلغ ارتفاعهما 55 متراً بحيث يمكن رؤيتهما من مسافة بعيدة. العدد الإجمالي للقباب هو 12. القبة الرئيسية محاطة بـ4 قباب متوسطة الحجم وأسفلها 7 قباب أصغر. جميع القباب مصنوعة من لدائن مدعمة بألياف زجاجية بدولة الإمارات العربية المتحدة. صنعت الأبواب في الهند من خشب الساج. السجادة و21 ثريا صنعوا في تركيا.
يضم الجامع صالتين للصلاة ومركز لتحفيظ القرآن وصالتين للمناسبات ومركز إعلامي وسكن للإمام والمؤذن وعمال النظافة والعمال. يمكن أن يستوعب الجامع 2200 مصلي في قاعات الصلاة والممرات.
صُمِمَ المحراب على الطراز المصري بواسطة مهندسون ومتخصصون مصريون.

## السياحة
إلى جانب كونه مكانًا للعبادة، بدأ الجامع جولات للأشخاص من جميع الأديان في يناير 2022.

## معرض الصور

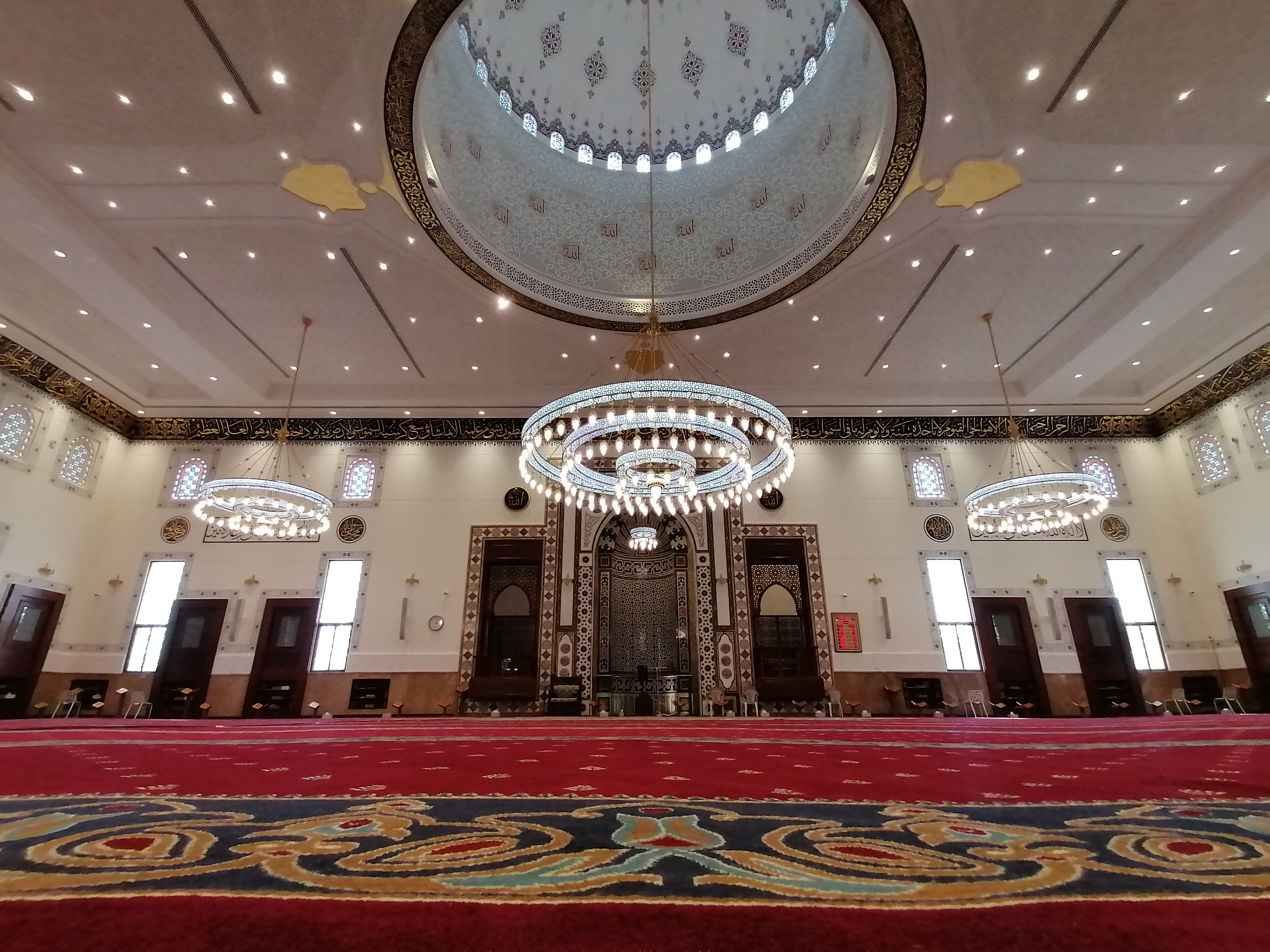
الجامع من الداخل.
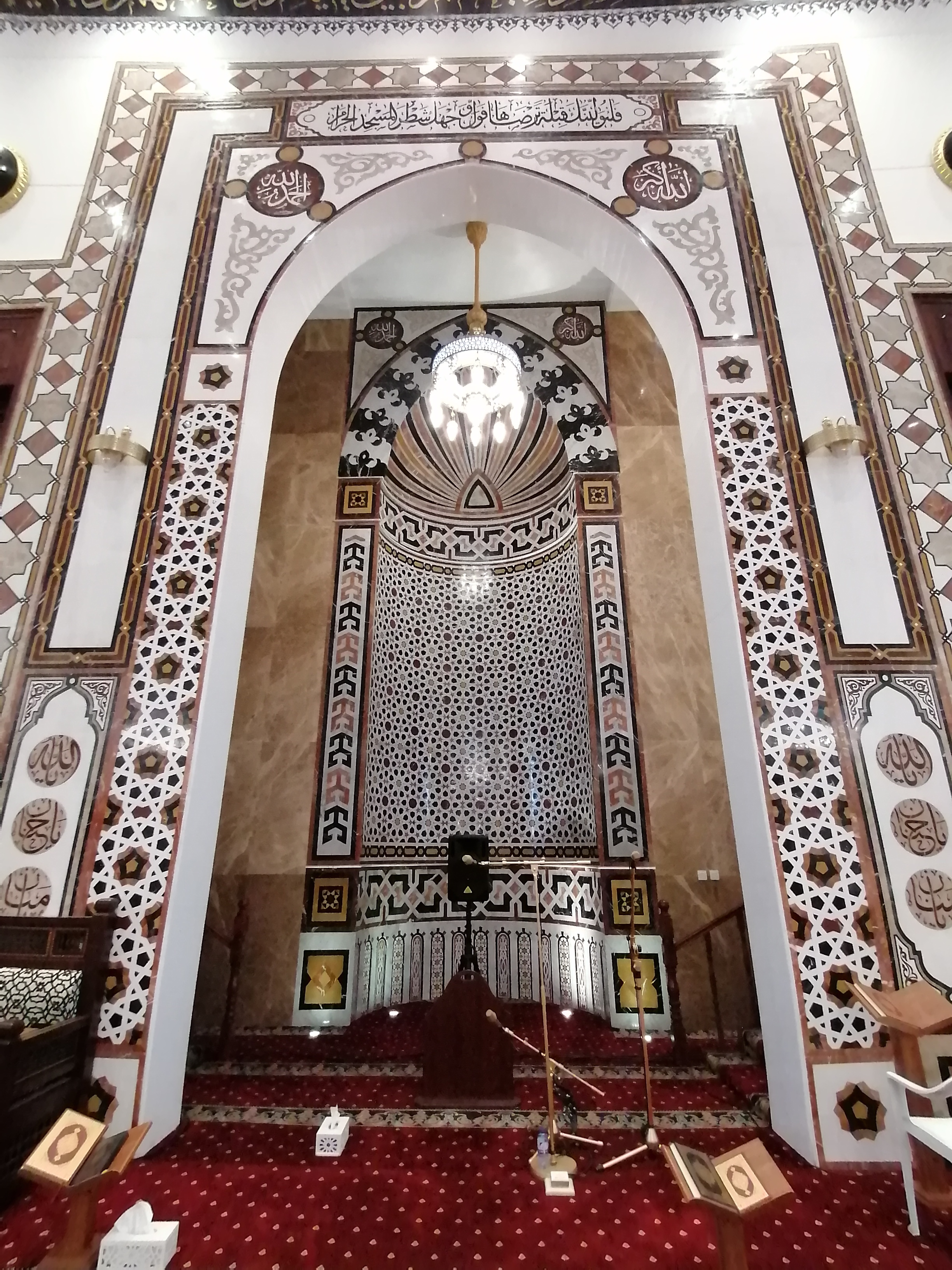
محراب الجامع.
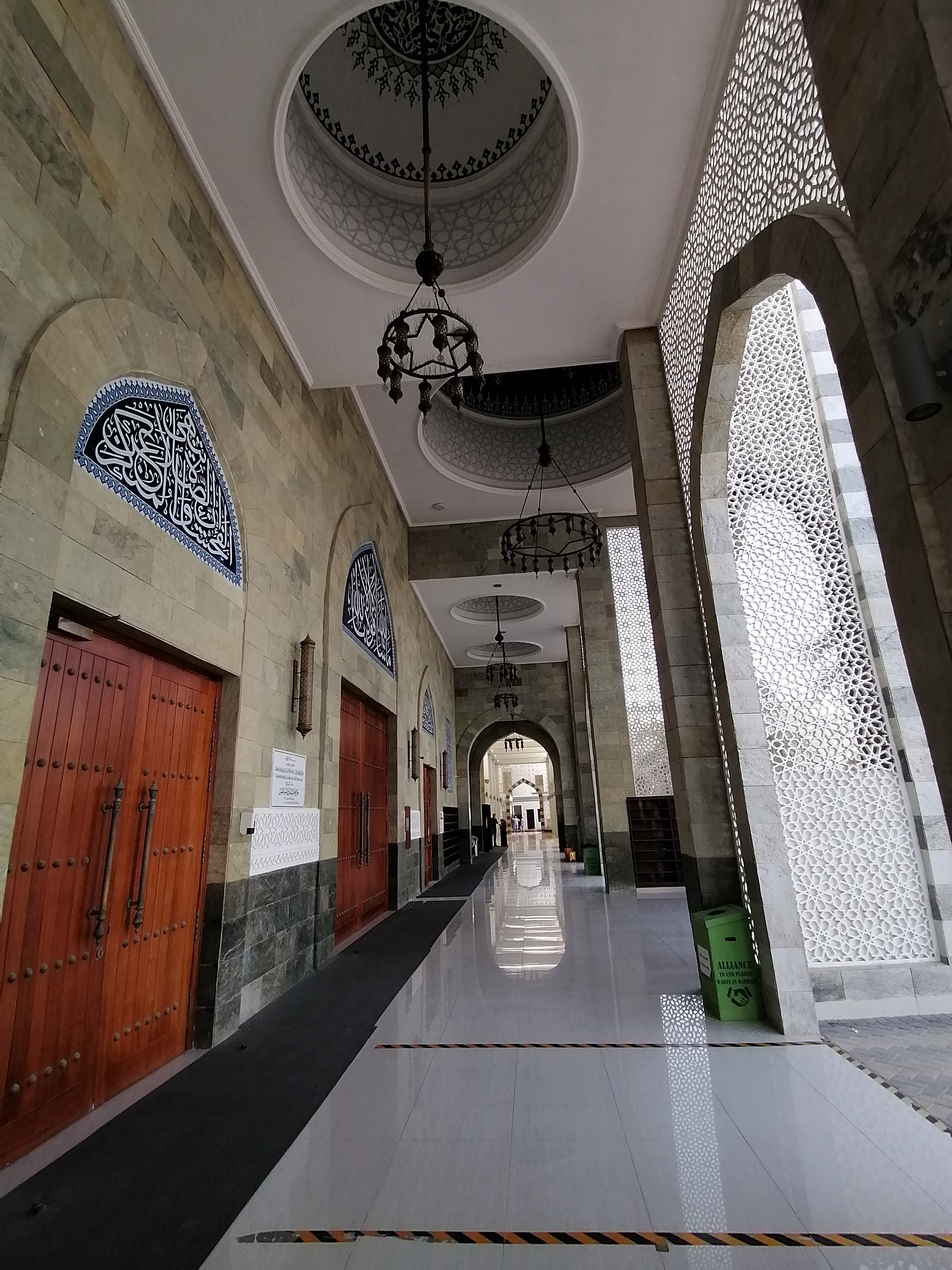
أبواب الجامع من خسب الساج.
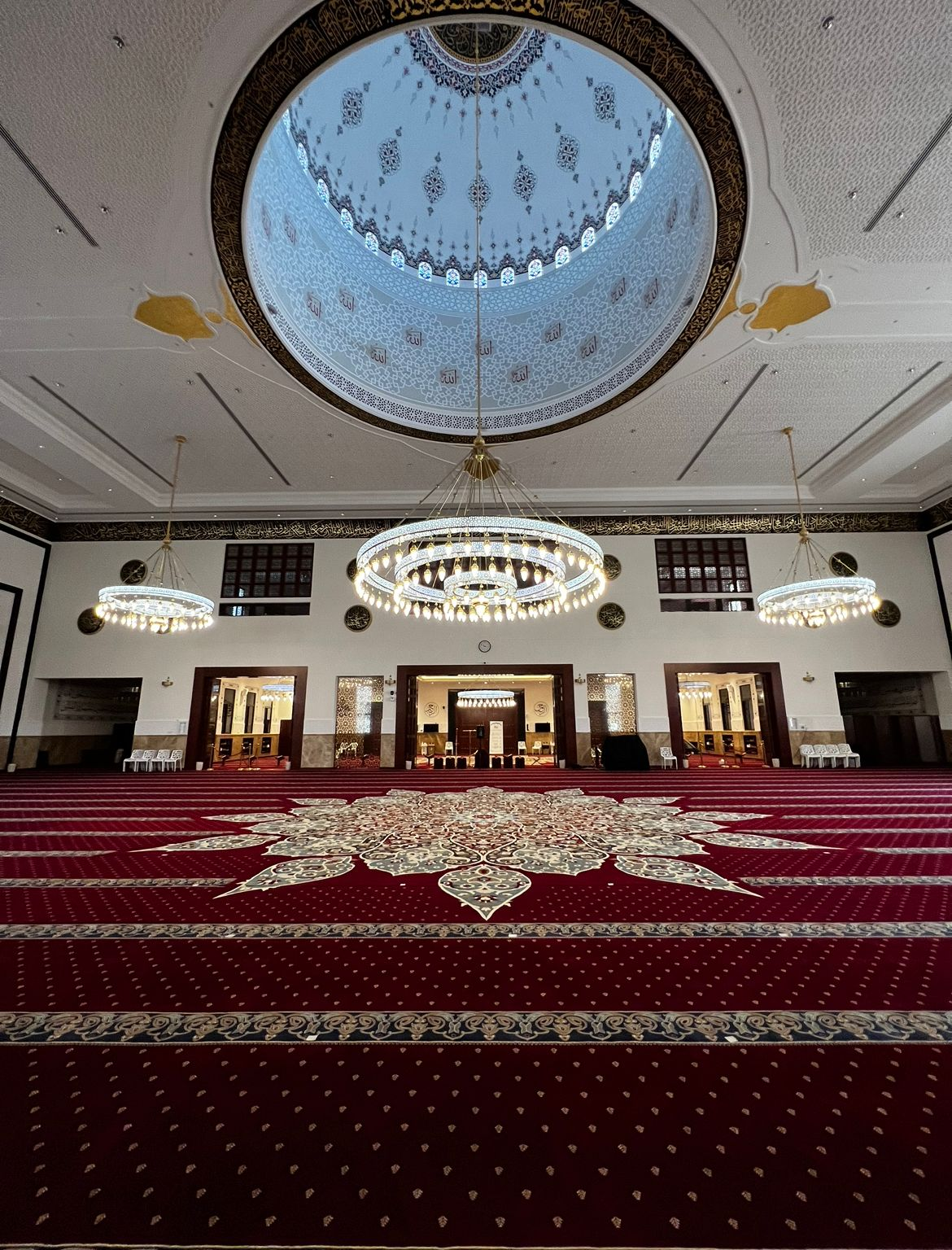
إحدى قبب الجامع من الداخل.
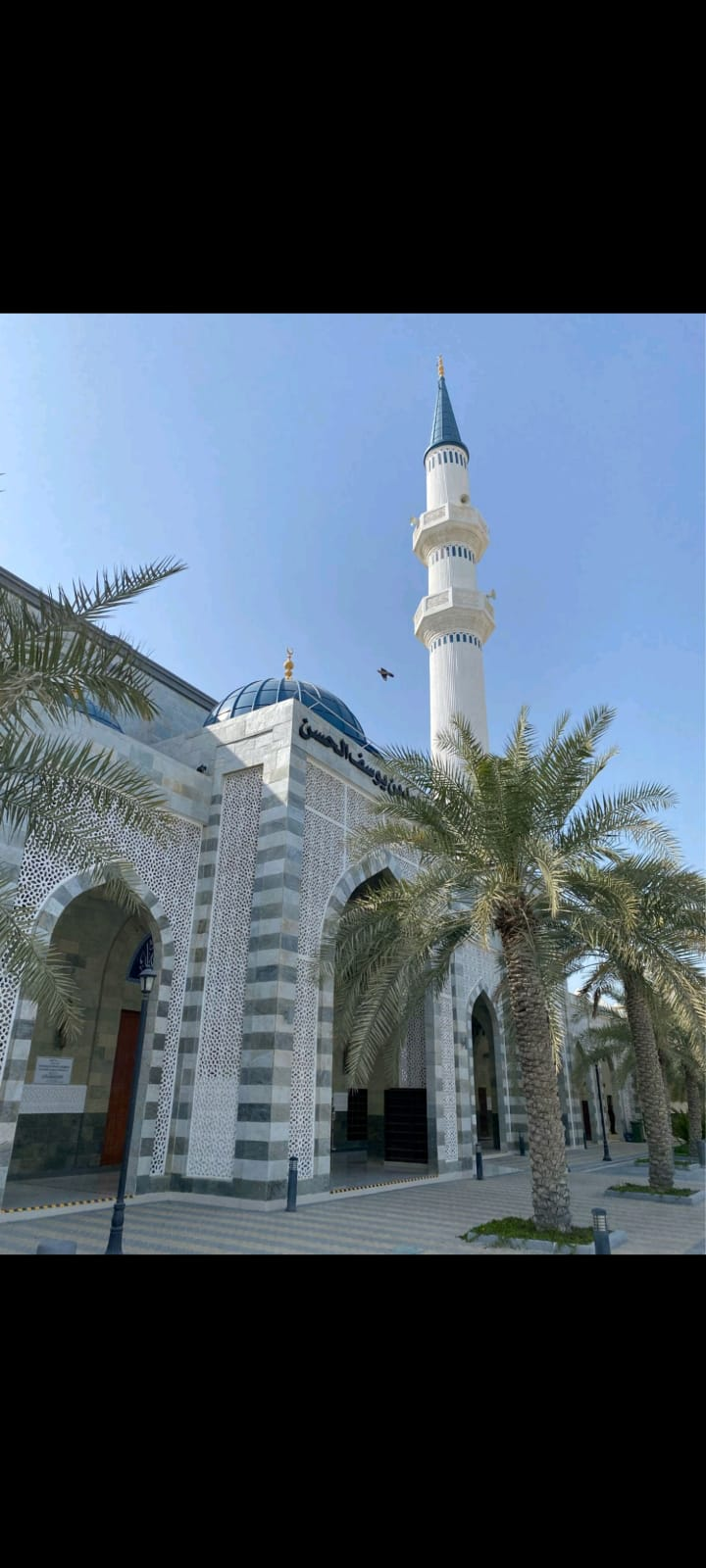
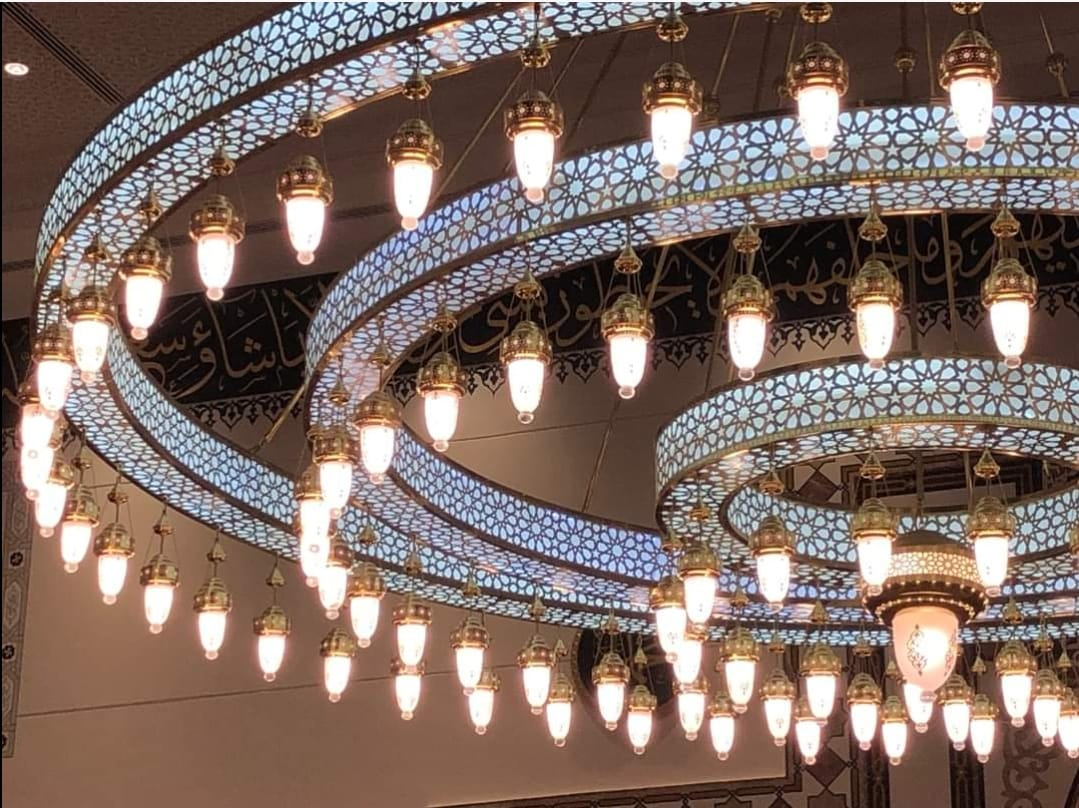
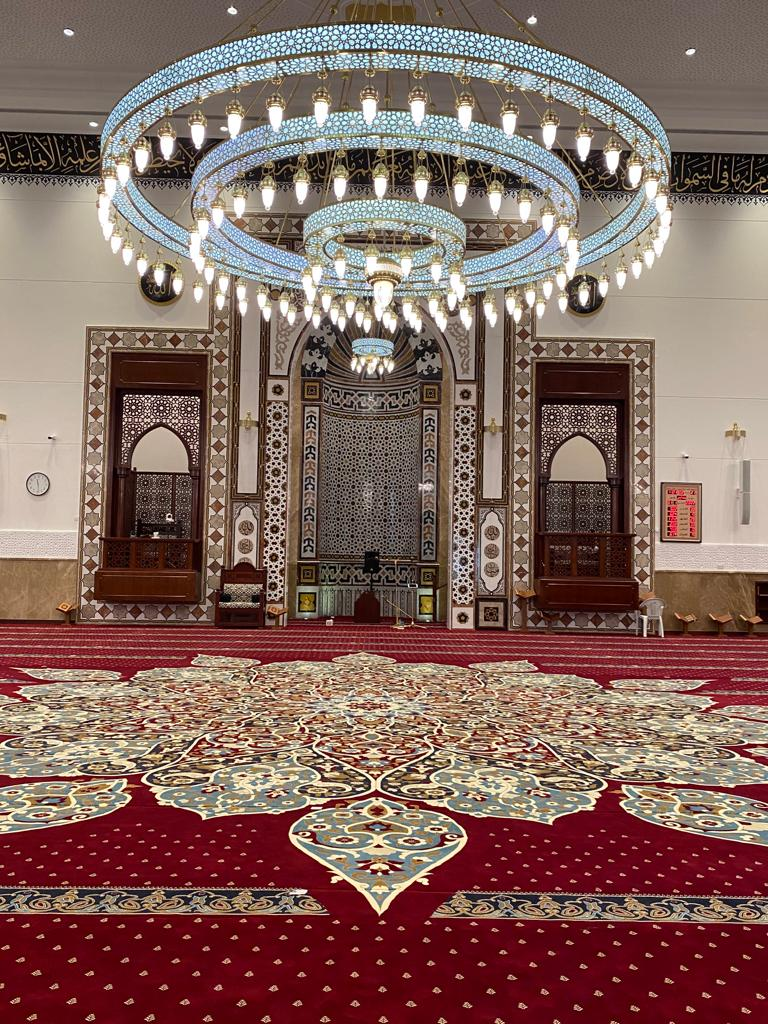